# Bituruna
Bituruna (pl. Biturunas), jedno od brojnih starih plemena Guarani indijanaca, porodica tupian, koji su živjeli južno od rijeke Rio Curitiba u juižnobrazilskim državam Paraná i Santa Catarina. Moguće značenje imena je black-faces ili night-men.
Njihovo ime danas nosi grad i općina u državi Paraná.